# Agostino Maria Neuroni
Agostino Maria Neuroni (Lugano, 19 febbraio 1690 – Como, 22 aprile 1760) è stato un vescovo cattolico svizzero-italiano.

## Biografia
Agostino Maria Neuroni (il cui vero nome era Cesare Filippo Bartolomeo) nacque a Lugano il 19 febbraio 1690, figlio di Agostino Neuroni, cancelliere in quel borgo e colonnello al servizio di Venezia e di Ludovica Gatti di nobile famiglia valtellinese.
Durante la sua giovinezza, studiò presso il collegio dei padri somaschi a Lugano e più tardi al Collegio Papio di Ascona. Nel 1707 decise di intraprendere la carriera ecclesiastica entrando nell'ordine dei frati cappuccini e l'anno seguente prese ufficialmente i voti.
Ordinato sacerdote nel 1713, tra il 1731 ed il 1732 fu guardiano del convento di Mendrisio, divenendo famoso per le sue doti di dotto predicatore a tal punto da venire chiamato da Carlo VI a Vienna.
Nel 1746 venne consacrato vescovo di Como dal cardinale Camillo Paolucci e nel 1747 fu promotore della fondazione del convento delle suore cappuccine di San Giuseppe a Lugano.
Morì a Como il 22 aprile 1760.

## Genealogia episcopale
La genealogia episcopale è:
- Cardinale Scipione Rebiba
- Cardinale Giulio Antonio Santori
- Cardinale Girolamo Bernerio, O.P.
- Arcivescovo Galeazzo Sanvitale
- Cardinale Ludovico Ludovisi
- Cardinale Luigi Caetani
- Cardinale Ulderico Carpegna
- Cardinale Paluzzo Paluzzi Altieri degli Albertoni
- Cardinale Gaspare Carpegna
- Cardinale Fabrizio Paolucci
- Cardinale Camillo Paolucci
- Vescovo Agostino Maria Neuroni, O.F.M.Cap.